# Panjin
Panjin is een stad in de gelijknamige prefectuur in de noordoostelijke provincie Liaoning, Volksrepubliek China. Bij de volkstelling van 2020 had de stad 980.422 inwoners, de gehele prefectuur had 1.389.691 inwoners.